# Eva Lotta (manzana)
Eva Lotta es el nombre de una variedad cultivar de manzano (Malus domestica). 
Un híbrido de manzana 'Cortland' x 'James Grieve', y originaria de Suecia. Descrito por primera vez a principios del siglo XX. Las frutas tienen una pulpa blanca, de textura crujiente, jugosa, con un sabor ligeramente ácido, agradable. Tolera la zona de rusticidad delimitada por el departamento USDA, de nivel 1 a 3.

## Historia
'Eva Lotta' es una variedad de manzana, que surgió gracias a Inge Nilsson horticultor de Escania, mediante el cruce de la variedad 'Cortland' como Parental-Madre x polen de 'James Grieve' como Parental-Padre.
'Eva Lotta' está cultivada en diversos bancos de germoplasma de cultivos vivos tales como en National Fruit Collection (Colección Nacional de Fruta) de Reino Unido con el número de accesión: 2000-119, y "nombre de accesión 'Eva Lotta'"

## Características
'Eva Lotta' es un árbol de un vigor moderado. Tiene un tiempo de floración que comienza a partir del 4 de mayo con el 10% de floración, para el 10 de mayo tiene una floración completa (80%), y para el 18 de mayo tiene un 90% caída de pétalos.
'Eva Lotta' tiene una talla de fruto de medio a grande; forma cónico redondo y ligeramente acanalado; con nervaduras medias, y corona media; epidermis tiende a ser dura suave con color de fondo es amarillo, con un sobre color rojo intenso, casi púrpura en la cara expuesta al sol,  importancia del sobre color medio-alto (65- 85%), y patrón del sobre color rayado / chapa, con rayas algo más oscuras, ruginoso-"russeting" (pardeamiento áspero superficial que presentan algunas variedades) bajo; cáliz es pequeño y semiabierto, asentado en una cuenca estrecha y poco profunda con pliegues ligeros; pedúnculo es corto y de calibre grueso, colocado en una cavidad moderadamente profunda y en forma de embudo con las paredes cubiertas de ruginoso-"russeting"; carne de color blanca, de textura crujiente, jugosa, con un sabor ligeramente ácido, agradable.
Su tiempo de recogida de cosecha se inicia a finales de septiembre. Se mantiene bien hasta cuatro meses en cámara frigorífica. Resiste el congelamiento.

## Usos
Una excelente manzana para comer fresca en postre de mesa, también utilizada para cocinar, y en la elaboración de sidra. Hace excelentes jugos de manzana.

## Ploidismo
Diploide, polen estéril. Grupo de polinización: D, Día 15. Para su polinización en la floración esta variedad de manzana es polinizada, entre otras, por Aroma, Cox's Orange Pippin, Ingrid Marie, Katja, y Kim.